# سترادونه
سترادونه (به لهستانی:  Straduny) یک منطقهٔ مسکونی در لهستان است که در گمینا اوک واقع شده‌است. سترادونه ۹۹۰ نفر جمعیت دارد.